# Кордт фон Брандіс (генерал)
Барон Франц Ебергардт Адольф Кордт фон Брандіс (нім. Franz Eberhard Adolf Cordt Freiherr von Brandis; 27 червня 1874, Ербах-ім-Оденвальд — 5 квітня 1945, Берлін) — німецький офіцер, генерал-лейтенант запасу вермахту. Кавалер ордена Pour le Mérite.

## Біографія
Його батьками були Карл Генріх Вільгельм фон Брандіс (1820–1903) і його дружина Оттилія Фрідеріка, уроджена Тренн (1843–1899). Ганноверський генерал і військовий міністр Ебергард фон Брандіс був його дідом.
22 березня 1892 року Брандіс приєднався до піхотного полку «Імператор Вільгельм» (2-й великогерцогський Гессенський) №116 Прусської армії в чині фенріха і наприкінці травня 1893 року отримав звання другого лейтенанта. Після цього 1 жовтня 1897 року його було направлено до унтерофіцерської школи Марієнвердера, а через три роки його перевели в піхотний полк «Герцог Фрідріх Вільгельм Брауншвейгський» (Східно-Фризійський) №78. Після підвищення до оберлейтенанта 12 вересня 1902 року він був призначений ад’ютантом районного командування Ауріха. Там він отримав звання гауптмана 20 квітня 1910 року. З 27 січня 1911 року — командир роти свого полку. 15 лютого 1913 року його перевели в 4-й Ганноверський піхотний полк №164, і Брандіс став командиром 9-ї роти.
Після початку Першої світової війни та мобілізації разом зі своїм підрозділом був направлений на Західний фронт. У лютому 1915 року призначений командиром 3-го батальйону і 18 серпня 1916 року отримав звання майора. Брандіс очолив 8-й штурмовий батальйон у липні 1918 року, а через два місяці був призначений командиром гренадерського полку «Крнпринц» (1-го східнопрусського) № 1.
Після закінчення війни його полк був демобілізований і розформований у Кенігсберзі. Брандіс був прийнятий у тимчасовий рейхсвер, спочатку служив командиром батальйону в 20-му піхотному полку. Після підвищення до оберстлейтенанта 1 липня 1921 року Брандіс приєднався до штабу 16-го піхотного полку в Ольденбурзі. У лютому 1925 року Брандіс був переведений в штаб 1-ї кавалерійської дивізії у Франкфурті-на-Одері. Отримавши звання оберста 1 квітня 1926 року, він став директором курсу в Дрезденській піхотній школі. 1 лютого 1928 року Брандіс був призначений командиром 15-го піхотного полку в Касселі, а 1 жовтня 1929 року отримав звання генерал-майора. Брандіс передав командування своєму наступнику полковнику Еріху фон Шікфусу унд Нойдорффу 31 січня 1930 року і того ж дня був з почестями звільнений у відставку.
27 серпня 1939 року, з нагоди 25-ї річниці битви під Танненбергом, йому було присвоєно звання генерал-лейтенанта.
Кордт фон Брандіс помер у віці 70 років від серцевої недостатності в Берліні та був похований на лісовому цвинтарі Далем. Могила не збереглася.

## Нагороди
- Столітня медаль
- Залізний хрест 2-го і 1-го класу
- Королівський орден дому Гогенцоллернів, лицарський хрест з мечами
- Медаль «За відвагу» (Гессен)
- Ганзейський хрест (Гамбург)
- Хрест «За військові заслуги» (Брауншвейг) 2-го і 1-го класу
- Pour le Mérite (21 квітня 1918)
- Нагрудний знак «За поранення» в сріблі
- Хрест «За вислугу років» (Пруссія) (25 років)
- Почесний хрест ветерана війни з мечами